# Hypselodoris whitei
Hypselodoris whitei is een zeenaaktslak die behoort tot de familie Chromodorididae. Deze slak leeft in het westen van de Grote Oceaan, voornamelijk langs de kusten van Australië en Indonesië. Deze slak wordt vaak verward met Hypselodoris maridadilus.
Deze slak heeft een witte basiskleur met rondom de mantelrand een purperrode zoom. Er lopen vijf lijnen in dorsale richting over de rug. Deze lijnen zien er gebroken uit met af en toe laterale verbindingen die witte vlekken op de rug vormen. De kieuwen en de rinoforen zijn opvallend oranje tot rood, met witte toppen. Ze wordt, als ze volwassen is, zo'n 2,5 cm lang. Ze voeden zich voornamelijk met sponzen.